# Montmain (Sena Marítim)
Montmain és un municipi francès situat al departament del Sena Marítim i a la regió de Normandia. L'any 2007 tenia 1.335 habitants.

## Demografia

### Població
El 2007 la població de fet de Montmain era de 1.335 persones. Hi havia 442 famílies de les quals 52 eren unipersonals (12 homes vivint sols i 40 dones vivint soles), 131 parelles sense fills, 255 parelles amb fills i 4 famílies monoparentals amb fills.
La població ha evolucionat segons el següent gràfic:
Habitants censats

### Habitatges
El 2007 hi havia 457 habitatges, 451 eren l'habitatge principal de la família, 1 era una segona residència i 5 estaven desocupats. Tots els 456 habitatges eren cases. Dels 451 habitatges principals, 418 estaven ocupats pels seus propietaris, 30 estaven llogats i ocupats pels llogaters i 3 estaven cedits a títol gratuït; 3 tenien una cambra, 5 en tenien dues, 21 en tenien tres, 119 en tenien quatre i 304 en tenien cinc o més. 414 habitatges disposaven pel capbaix d'una plaça de pàrquing. A 145 habitatges hi havia un automòbil i a 295 n'hi havia dos o més.

### Piràmide de població
La piràmide de població per edats i sexe el 2009 era:
| Homes | Edats   | Dones |
| ----- | ------- | ----- |
| 4     | 95 o +  | 4     |
| 0     | 90 a 94 | 0     |
| 8     | 85 a 89 | 4     |
| 0     | 80 a 84 | 4     |
| 0     | 75 a 79 | 4     |
| 16    | 70 a 74 | 16    |
| 24    | 65 a 69 | 24    |
| 16    | 60 a 64 | 8     |
| 16    | 55 a 59 | 36    |
| 68    | 50 a 54 | 52    |
| 44    | 45 a 49 | 84    |
| 76    | 40 a 44 | 36    |
| 80    | 35 a 39 | 80    |
| 28    | 30 a 34 | 44    |
| 32    | 25 a 29 | 44    |
| 44    | 20 a 24 | 8     |
| 56    | 15 a 19 | 48    |
| 96    | 10 a 14 | 80    |
| 52    | 5 a 9   | 64    |
| 68    | 0 a 4   | 16    |

## Economia
El 2007 la població en edat de treballar era de 922 persones, 698 eren actives i 224 eren inactives. De les 698 persones actives 657 estaven ocupades (332 homes i 325 dones) i 41 estaven aturades (22 homes i 19 dones). De les 224 persones inactives 72 estaven jubilades, 116 estaven estudiant i 36 estaven classificades com a «altres inactius».

### Ingressos
El 2009 a Montmain hi havia 472 unitats fiscals que integraven 1.370,5 persones, la mediana anual d'ingressos fiscals per persona era de 23.265 €.

### Activitats econòmiques
Dels 35 establiments que hi havia el 2007, 1 era d'una empresa extractiva, 2 d'empreses alimentàries, 8 d'empreses de construcció, 8 d'empreses de comerç i reparació d'automòbils, 3 d'empreses de transport, 1 d'una empresa d'hostatgeria i restauració, 1 d'una empresa financera, 2 d'empreses immobiliàries, 3 d'empreses de serveis, 5 d'entitats de l'administració pública i 1 d'una empresa classificada com a «altres activitats de serveis».
Dels 7 establiments de servei als particulars que hi havia el 2009, 1 era un taller de reparació d'automòbils i de material agrícola, 4 fusteries, 1 lampisteria i 1 empresa de construcció.
Els 2 establiments comercials que hi havia el 2009 eren fleques.
L'any 2000 a Montmain hi havia 10 explotacions agrícoles que ocupaven un total de 138 hectàrees.

## Equipaments sanitaris i escolars
L'únic equipament sanitari que hi havia el 2009 era una farmàcia.
El 2009 hi havia una escola elemental integrada dins d'un grup escolar amb les comunes properes formant una escola dispersa.

## Poblacions més properes
El següent diagrama mostra les poblacions més properes.